# Miha Zupan
Miha Zupan (Kranj, 13. rujna 1983.) je slovenski profesionalni košarkaš. Igra na poziciji krilnog centra, a sa svojom visinom od 2,04 m može igrati i poziciju centra. Trenutačno je član grčke Trikale.

## Rani život
Zupan je većinu svoga djetinjstva proveo u vrtićima i specijalnoj školi za gluhe. Kasnije je dobio slušni aparatić kako bi normalno komunicirao s drugim ljudima. Sve do 14 godine nije se bavio košarkom, već nogometom i odbojkom. Sa 17 godina potisao je svoj prvi profesionalni ugovor i to s KD Slovanom iz Ljubljane. Tijekom tinejdžerskih godina narastao je nekih 20 cm, ali to je uzrokovalo kasnije problemima s koljenom. 

## Karijera
U Slovanu se je razvio u obećavajućeg velikog igrača, što je dalo rezultata u nastupima za juniorsku U-20 reprezentaciju Slovenije. Igrao je dvaput (2004. i 2006.) na slovenskom All-Star susretu. Na prvom nastupu dobio je nagradu za najkorisnijeg igrača, uz to je osvojio nagradu za najboljeg zakucavača lige. Nastavio je igrati u Slovenskoj gluhonijemoj reprezentaciji, te ih je predvodio do naslova europskih prvaka 2004. godine. 
Prosječno je u sezoni 2005./06. u slovenskoj ligi postizao 11.5 poena i 4.4 skoka. U NLB ligi imao je još bolju statistiku, te je u 23 utakmice koliko ih je odigrao prosječno postizao 13,2 poena, 3,9 skokova i 47.3% ubačaja za tricu.  
U kolovozu 2009. napušta Union Olimpiju i potpisuje za grčkog prvoligaša Trikalu.

## Vanjske poveznice
- Profil  Arhivirana inačica izvorne stranice od 2. rujna 2009. (Wayback Machine) na Union Olimpija.com
- Profil na euroleague.net
- Profil na NLB.com